# Ebru Şahin (actrice)
Pour les articles homonymes, voir Ebru Şahin.
Ebru Şahin, née le 18 mai 1994 à Istanbul, est une actrice turque, Elle est surtout connue pour son rôle de personnage Reyyan dans la série Hercai.

## Jeunesse
Née à Istanbul en Turquie, Ebru Şahin a étudié le théâtre après avoir obtenu son diplôme de la Faculté des sciences du sport de l'Université d'Istanbul. Elle a vécu avec sa mère et sa grand-mère toute sa vie, et à l'âge de 11 ans, elle a commencé à pratiquer le sport et elle a participé à de nombreux marathons.

## Carrière

### Cinéma et télévision
Ebru Şahin commence sa carrière d'actrice avec le film Kan Parası, puis elle a joué un rôle dans le film Babam. À la télévision, elle fait ses débuts dans un épisode de la série Savaşçı, puis participe aux séries İstanbullu Gelin et Yasak Elma. En 2019, elle atteint le sommet de sa célébrité avec le rôle de Reyyan dans la série Hercai, qui est maintenant diffusée sur les écrans de atv.
Ebru Şahin figure parmi les noms appréciés dans le drame turc. Elle atteint 2.8 millions d'abonnées sur Instagram en un an.
L'actrice est également connue pour sa voix. Elle interprète ainsi plusieurs titres, en particulier pour la bande sonore de la série Hercai.
En été 2019, Ebru Şahin interprète aux côtés d'Ismail Hacioglu le rôle principal du film Suursuz Ask.
Elle est récompensée pour ses performances appréciées par le prix de la meilleure actrice de l'année 2019 des Turkey leading brand awards et le prix du meilleur couple à la télévision avec son partenaire Akın Akınözü (Ayakli Gazete TV Stars Awards 2020). Elle remporte aussi un Papillon d'or dans la catégorie « nouvelle star ».
Après le grand succès de la série Hercai en Espagne, elle remporte aussi un prix espagnol, le Nova Atresmedia’s Premio Nova Mas dans la catégorie meilleure actrice en 2019.

### Publicités
| Année | Marque                          |
| ----- | ------------------------------- |
| 2016  | Vodafone                        |
| 2015  | tozlu                           |
| 2015  | TTNET heredot cevdet            |
| 2015  | Doritos Risk                    |
| 2016  | Eyup Sabri Tuncer Lemon Cologne |
| 2016  | Bitter                          |
| 2016  | Türk Telekom                    |
| 2017  | Dogadan Tea                     |

- Elle est apparue dans des campagnes publicitaires pour Flo Ayakkabi.
- Elle est devenue le « visage » de New Well Makeup.

Source : IMDB

### Interviews et couverture de magazine

#### Interviews
| Cosmopolitan (TR)     | Septembre 2019 |
| Cosmopolitan (TR)     | Juin 2019      |
| BeStyle Magazine (TR) | Mai 2019       |

#### couvertures de magazines
| Cosmopolitan (TR)     | Septembre 2019 |
| TV Europe Mip (HU)    | Juillet 2019   |
| TV Europe Mip (HU)    | Juin 2019      |
| Cosmopolitan (TR)     | Juin 2019      |
| Samdan Magazine (TR)  | 15 mai 2019    |
| BeStyle Magazine (TR) | Mai 2019       |
| Formsante (TR)        | Novembre 2018  |

### Vidéos musicales
| Année | Titre              | Artiste        |
| ----- | ------------------ | -------------- |
| 2015  | Babamın Emanetiyim | Ebru Polat     |
| 2017  | Uyandım Cennetten  | Utku Emen      |
| 2017  | Tüh Tüh            | Aydın Kurtoğlu |

## Filmographie
- 2007 : En Iyi Arkadasim : ? (Seulement le chapitre 56 et le chapitre 57)
- 2017 : Babam : Nilüfer
- 2017 : İstanbullu Gelin
- 2017 : Savasci (Warrior)
- 2018 : Altin Tepsi
- 2018 : Kan Parasi
- 2019 : Hercai
- 2021 : Destan

## Distinctions
| Année | Prix                             | Catégorie                              | résultat   |
| ----- | -------------------------------- | -------------------------------------- | ---------- |
| 2019  | Premios Nova Mas and Mister Nova | meilleure actrice                      | Lauréat    |
| 2019  | Leading Brand Award              | meilleure actrice de l'année           | Lauréat    |
| 2020  | Golden Butterfly Awards          | nouvelle star                          | Lauréat    |
| 2020  | Golden Butterfly Awards          | meilleure actrice                      | Lauréat    |
| 2020  | Golden Butterfly Awards          | meilleur TV Couple (avec Akin Akinozu) | Nomination |